# Metasia familiaris
Metasia familiaris là một loài bướm đêm trong họ Crambidae.